# Торрес Моралес, Хеновева
Святая Хеновева Торрес Моралес (исп. Genoveva Torres Morales), 3 января 1870[…], Альменара — 5 января 1956[…], Сарагоса, Арагон) — испанская католическая монахиня, основательница религиозной конгрегации «Дочери Святейшего Сердца Иисуса и Святых Ангелов» (исп. Hermanas del Sagrado Corazón de Jesús y de los Ángeles), которая занималась помощью женщинам. Её часто называют Ангел де ла Соледад (англ. Ángel de la Soledad).
Беатифицирована в 1995 году и канонизирована в 2003 году папой Иоанном Павлом II.

## Биография
Родилась в Альменаре 3 января 1870 года в бедной семье; младшая из шести детей Хосе Торреса и Висенты Моралес, которые умерли, когда девочке не было ещё и восьми лет. В то же время умерли и четыре её брата, и Моралес осталась на попечении 18-летнего брата Хосе. Несмотря на эту тяжёлую жизнь, она оставалась непоколебимой в своей вере. Брат старался заботиться о маленькой сестре, но был неразговорчив и требователен; лишённая привязанностей и дружеских отношений, Моралес привыкла к уединению.
В 1882 году из-за инфекции в колене ей ампутировали ногу, и она была вынуждена ходить на костылях. Моралес нашла утешение в духовном чтении. В 1885 году она перебралась в обитель кармелиток, которые научили её шить. Она прожила там почти десять лет и познакомилась со священником Карлосом Феррисом, который стал её духовным наставником. Присоединиться к ордену ей не позволило здоровье, и в 1895 году она вернулась в родной город с идеей основать новую конгрегацию с упором на заботу о пожилых женщинах. Посоветовавшись с духовными наставниками, а также с иезуитами, она начала воплощать свою идею в жизнь. Первая обитель для женщин, нуждающихся в помощи, была открыта в 1911 году в Валенсии. Вскоре начали действовать и другие обители в Барселоне и Сантандере. Затем Моралес основала материнскую обитель общины и открыла новициат, что завершило формирование конгрегации «Дочери Святейшего Сердца Иисуса и Святых Ангелов».

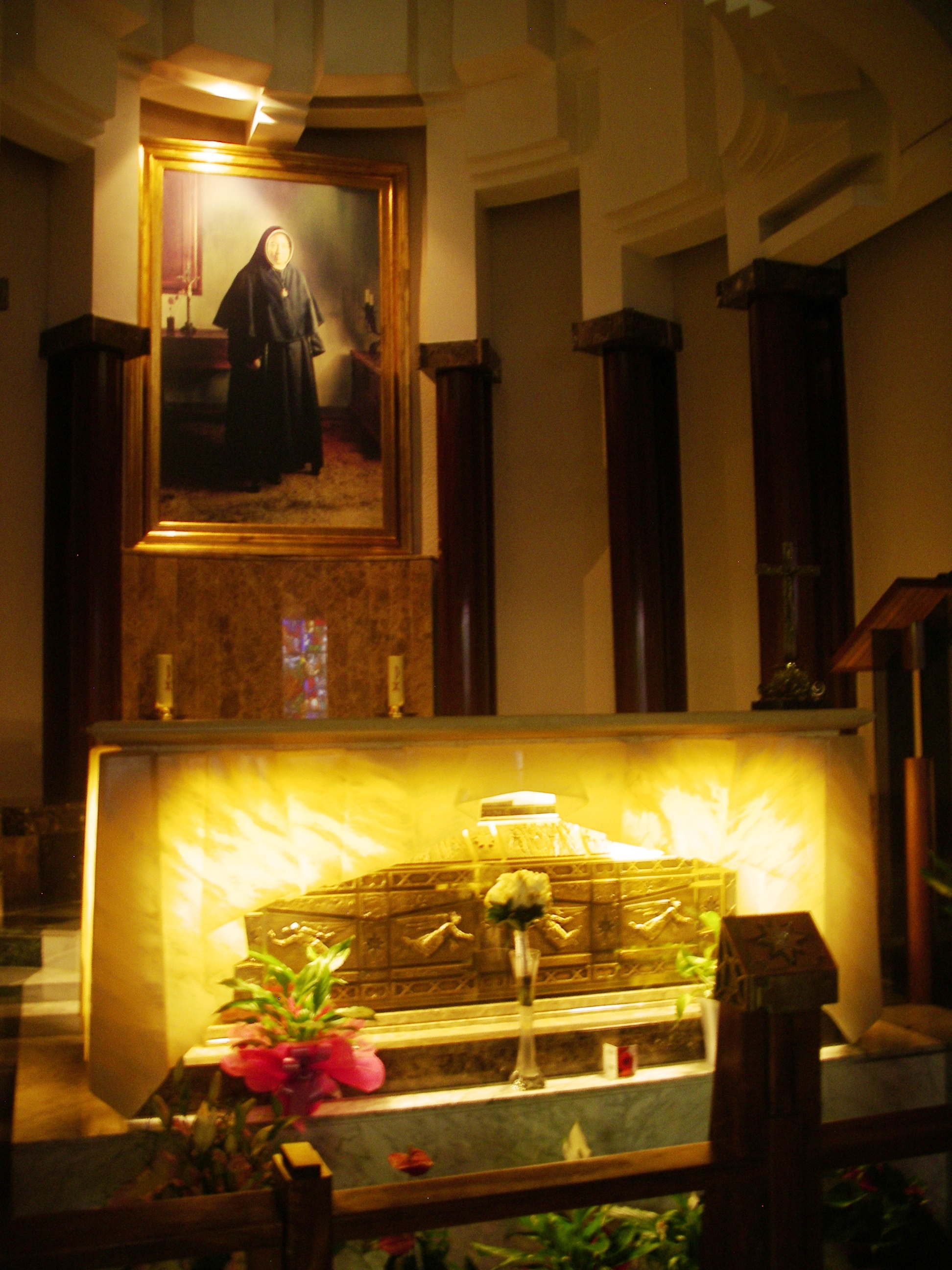
Рака с мощами святой Хеновевы Торрес Моралес в материнской обители ордена.

Её болезни усугубились в 1950-х годах, и она практически оглохла. Орден получил официальное одобрение от папы Пия XII в 1953 году. Моралес ушла с поста матери-настоятельницы в 1954 году.
Умерла в 5 января 1956 года в Сарагосе, через два дня после её 86 дня рождения. Её прозвали Ангел де ла Соледад (Ангел Уединения) из-за миролюбивого характера и глубокой веры в Иисуса Христа.

## Почитание
Процесс канонизации Молас был открыт в Сарагосе 12 июля 1975 года при папе Павле VI, когда она была провозглашена слугой Божьей. Папа Иоанн Павел II объявил её досточтимой 22 января 1991 года, беатифицировал 29 января 1995 года и канонизировал 4 мая 2003 года.
День памяти — 5 января.